# Procloeon texanum
Procloeon texanum är en dagsländeart som beskrevs av Mccafferty och Provonsha 1993. Procloeon texanum ingår i släktet Procloeon och familjen ådagsländor. Inga underarter finns listade i Catalogue of Life.